# فنکلوزیک اسید
فنکلوزیک اسید (انگلیسی: Fenclozic acid) یک داروی ضد درد، تب‌بر و ضدالتهاب است. در سال ۱۹۷۰ به دلیل زردی خارج شده است.